# Bethel (Connecticut)
Bethel is een plaats (zowel een town als census-designated place) in het westen van de Amerikaanse staat Connecticut, en valt bestuurlijk gezien onder Fairfield County.

## Demografie
Bij de volkstelling in 2000 werd het aantal inwoners van de CDP vastgesteld op 9137, en het aantal inwoners van de town op 18.067 inwoners.

## Geografie
Volgens het United States Census Bureau beslaat de plaats een oppervlakte van
10,6 km², geheel bestaande uit land. Bethel ligt op ongeveer 128 m boven zeeniveau.

## Plaatsen in de nabije omgeving
De onderstaande figuur toont nabijgelegen 'incorporated' en 'census-designated' plaatsen in een straal van 16 km rond Bethel.

## Geboren in Bethel (CT)
- P.T. Barnum (5 juli 1810 - 7 april 1891), showman en circusuitbater
- Julius Hawley Seelye (14 september 1824 - 12 mei 1895), missionaris, schrijver en politicus